# Uvarivka (Uvarivka), Nîjnohirskîi
Uvarivka (în ucraineană Уварівка) este localitatea de reședință a comunei Uvarivka din raionul Nîjnohirskîi, Republica Autonomă Crimeea, Ucraina.

## Demografie
Componența lingvistică a localității Uvarivka
     Rusă (59,45%)
     Tătară crimeeană (25,97%)
     Ucraineană (12,07%)
     Belarusă (1,75%)
     Alte limbi (0,15%)
Conform recensământului din 2001, majoritatea populației localității Uvarivka era vorbitoare de rusă (59,45%), existând în minoritate și vorbitori de tătară crimeeană (25,97%), ucraineană (12,07%) și belarusă (1,75%).